# Eureka Seven
Eureka Seven (交響詩篇エウレカセブン Kōkyōshihen Eureka Sebun?, Capítulo del Poema Sinfónico - Eureka Siete) es un anime sobre mechas, creado por el estudio BONES y Bandai Visual. Eureka Seven es la primera obra original del estudio, es decir, no está escrita ni producida por otra compañía y consta de 50 capítulos. Existe además una adaptación en manga y dos videojuegos.
La serie ha sido licenciada y emitida en USA y su licencia ha sido anunciada en España por So Good Entertainment.

## Argumento
Géneros: aventura, drama, romance, ciencia ficción.
Eureka Seven es una historia situada en un futuro distante de la Tierra (10 000 años después de un punto sin especificar en el siglo XXI), donde los humanos que se establecieron allí sufrieron un misterioso fenómeno llamado «Verano del Amor» algunos años antes, pero de acuerdo con la historia oficial, fue detenido por un científico militar llamado Adrock Thorston que dio su vida para proteger a la humanidad.
Renton Thorston, el protagonista de esta serie y el hijo de Adrock, es un chico de catorce años cuyo ídolo es Holland, el líder de un grupo de mercenarios conocido como Gekko State, que aparentemente son sólo una guerrilla independiente enfrentada a un gobierno opresivo y beligerante, pero su objetivo real es conseguir contactar con los "Coralians", unos misteriosos seres que también habitan este mundo, con el objetivo de detener la guerra que la Federación Unida tiene previsto iniciar contra ellos para conseguir el absoluto control del planeta.
La historia gira alrededor de la entrada de Renton en Gekko State y su relación con la misteriosa Eureka, una chica miembro de Gekko State y piloto del LFO Nirvash typeZERO (El LFO más poderoso y el primero en ser descubierto). Cuando Renton y Eureka pilotan juntos el Nirvash, potenciado con el misterioso "Amita Drive", se vuelve prácticamente invencible y puede inducir un fenómeno que provoca una gran devastación caracterizado por un arcoíris de energía, conocido como "Seven Swell", "Fulgor de los Siete Colores" o "fenómeno de las Siete Olas".

## El Compac Drive y el Amita Drive
Hay poca información sobre estos dispositivos. El Compac Drive hace las funciones de interfaz entre las personas y cualquier máquina, tanto una moto como maquinaria pesada, además de los LFO. Eventualmente aparece en el Compac Drive de Renton la palabra "EUREKA" sin ninguna explicación. El Compac Drive se complementa con el Amita Drive, un dispositivo que es adicionado al Compac Drive, y que conectado al Nirvash typeZERO permite que este libere todo su potencial. El origen de este dispositivo es un misterio, sólo se sabe que Adrock se lo confió a Axel (abuelo de Renton) antes de desaparecer. A diferencia del resto de los LFO, tanto el Nirvash typeZERO como el type theEND no necesitan un Compac Drive para controlarlos, supuestamente por el enlace especial que hay entre sus pilotos y el LFO.

## Olas de Trapar, Reffing y los LFO
A diferencia de la Tierra, la atmósfera de este mundo está impregnada de una misteriosa sustancia llamada "trapar" (partículas de transparencia lumínica) con un comportamiento que recuerda al de un fluido. Normalmente el trapar no se puede ver, aunque cuando su densidad es bastante alta puede llegar verse a simple vista. Mediante materiales especiales capaces de interactuar con el trapar es posible utilizarlo para "navegar" en él, bien usando tablas de Reffing, como los LFO o bien planeando sobre el usando superficies reflectoras especiales como en el Gekko Go. "Reffing" es un popular deporte en el que surfean sobre olas de trapar con unas tablas especialmente diseñadas. Los científicos crearon también máquinas gigantes de forma humanoide que pueden volar usando la misma idea: los LFO (Light Finding Operation, "Operación Búsqueda de Luz"). Unos años después de su invención, los LFO ya eran usados como maquinaria militar.

### Tipos de LFO
- Nirvash: El Nirvash typeZERO fue el primer LFO encontrado en un yacimiento y se basaron en él para la fabricación del resto de LFO. La armadura exterior fue creada por científicos del centro de investigación Tresor, y la tabla skurve fue creada por Axel Thorston. Originalmente lo pilotaba Eureka sola, pero conforme avanza la historia sólo responde cuando Renton y Eureka están en la cabina. El typeZERO recibe una mejora hacia la mitad de la serie que le permite convertirse en una aeronave.
- "'theEND"': El otro LFO muy parecido al Nirvash es el type theEND, pilotado por Anemone. Es otro typeZERO, responde a estímulos como el Nirvash. Es el más avanzado de todos los KLF's. Ni el LFO de Holland es tan rápido como para alcanzar al theEND.
- KLF Mon-Soono: El estándar de combate usado por las fuerzas de la Federación Unida. Los Mon-Soono son inferiores al modelo Terminus, pero más sencillos de pilotar gracias al sistema Compac Feedback. El modelo type20 tiene un cañón láser y misiles dirigidos en sus hombros.
- Terminus: El Terminus fue creado para su uso por las Fuerzas Especiales. Debido a su increíble potencial, los Terminus son difíciles de manejar, quedando en desuso. El TR-606, 808 y 909 son usados por Gekko State durante gran parte de la serie, aunque Holland empieza a usar el modelo TR-303 hacía el final. El TR-505 es usado por Sumner Sturgeon en TR1: New wave.
- Sparhead: Un LFO especial de combate que no surfea usando tablas, si no unas pequeñas pestañas ancladas a su cuerpo principal. Los únicos modelos aparecidos en la serie fue el SH-101, en dos colores, pilotados por Charles y Ray.
- Devilfish: Es una clase de LFO creado para poder estar en el espacio exterior, el único modelo que hace aparición en el anime es el TB-303, usado por Holland después de que su LFO original es destruido, no posee la opción de convertirse en vehículo.

Los modelos Nirvash, Terminus y Mon-Soono type20 también poseen la habilidad de transformarse en vehículos capaces de alcanzar grandes velocidades en la tierra, permitiéndoles moverse muy rápido allí donde la densidad de trapar no permite surfear.

## Personajes

### Gekko State
- Renton Thurston: Es uno de los pilotos del Nirvash typeZERO. Vivía con su abuelo y trabajaba como mecánico antes de unirse a Gekko State para así seguir los pasos de Holland, su gran ídolo. Está enamorado de Eureka y su sueño es estar con ella. Tiene 14 años.
- Eureka: Es la chica que pilota el Nirvash typeZERO junto a Renton . Es un poco callada y tímida, pero trata a su LFO no como una simple máquina, sino como un ser vivo, con inteligencia y sentimientos. Se dice que puede entender el corazón de las máquinas. Es la madre adoptiva de Maurice, Maeter y Linck. Está enamorada de Renton. Tiene 14 años.
- Holland Novak: Líder del Gekko State, capitán del Gekko-Go y piloto del LFO Terminus typeR909. Hasta hace poco, él y sus compañeros eran miembros -incluyendo a Eureka- del SOF, la élite militar de la F.U. Pero por alguna razón desertaron y se convirtieron en un grupo de mercenarios. Tiene 29 años.
- Talho: La piloto principal del Gekko-Go y novia de Holland. Ha estado junto a Holland desde sus tiempos como militar, cuando ella era una espía, pero siente constantes celos por la forma en que Holland trata a Eureka. Tiene 26 años.
- Matthieu: El enrollado piloto del Terminus typeR606. es un ex-DJ novio de Hilda.
- Hilda: Piloto del Terminus typeR808, y la mejor amiga de Talho. Tiene 28 años o eso es lo que dice pero algunos creen que tiene más de 40.
- Stoner: El fotógrafo y periodista para la publicación clandestina de Gekko State, ray=out. Normalmente va a bordo del LFO de Matthieu.
- Ken-Goh: El jefe de artillería del Gekko-Go.
- Mischa: La doctora del Gekko-Go dedicada en cuerpo y alma a investigar sobre el Nirvash y Eureka.
- Gonzy: No se sabe mucho de él, pero cuando la gente camina con preocupación por el Gekko-Go, aparece como por arte de magia sentado en una alfombra, bebiendo té tranquilamente, siempre dispuesto a compartir una taza y algo de paz con ellos.
- Jobs: Como su propio nombre indica (Jobs es en inglés "trabajo"), hace muchos y diversos trabajos en el Gekko-Go, y se encarga también de las provisiones, las fuentes de energía y el combustible.
- Woz: Es el "Hacker" de Gekko State y el encargado de los sistemas informáticos y de su seguridad.
- Hap: Amigo de la infancia de Holland. Lleva los números y ayuda en el puente de mando.
- Gidget: Encargada de las comunicaciones y el radar. Sale con Moondoggie.
- Moondoggie: El miembro más reciente después de Renton, este fue criado en naves y posee licencia para conducirlas.
- Maurice, Maeter y Linck: Tres niños huérfanos adoptados por Eureka. Los encontró bajo un montón de cuerpos que ella misma había masacrado mientras trabajaba para el SOF y fue incapaz de matarlos a sangre fría. Se encarga de ellos desde entonces. Maurice tiene 5 años, Maeter 4 y Linck 3.

### Fuerzas de la Unión Federal
- Anemone: La piloto del Nirvash type theEND. Sufre dolores de cabeza regularmente y por ello es tratada con regularidad con una especie de droga. Tiene entre 17 y 19 años. Al principio parece estar enamorada del Coronel Dewey, pero conforme avanza la trama va correspondiendo poco a poco los sentimientos de Dominic.
- Dominic Soleil: Segundo oficial a cargo de Dewey. Su principal labor es encargarse de Anemone, y al parecer está enamorado de ella, aunque esta no tiene pinta de corresponderle de igual forma. Tiene 20 años.
- Dewey Novak: El hermano mayor de Holland. Estuvo encarcelado hasta hace poco, y fue soltado por orden del gobierno. Desde entonces ha formado un grupo de élite militar, tomando a Anemone y Dominic bajo su mando. Siempre lleva una agenda con él, pero se desconoce qué apunta en ella.
- Escuadrón Ageha: Unidad anti-coralian creada por Dewey, compuesta por niñas especialmente entrenadas. Extremadamente habilidadosas y letales, se toman su trabajo como un auténtico juego de niños.
- Adrock Thorston: El padre de Renton. Fue un científico militar considerado un auténtico héroe. Su equipo y él estudiaban los Coralian y el fenómeno de Las Siete Olas, Eureka era parte principal del mismo. Fue quien detuvo el "Verano del Amor" desapareciendo en circunstancias desconocidas, su cuerpo nunca sería encontrado, dándose por muerto y proclamándolo héroe de toda la federación.
- El Consejo de los Sabios: La autoridad máxima de la Unión Federal, aparentemente ubicados en la misma aeronave que trajo la humanidad al planeta.

### Civiles
- Axel Thorston: El abuelo de Renton y un reconocido mecánico. Inicialmente se opuso a la idea de Renton de unirse a Gekko State, pero más tarde decidió dejarle ir, ya que piensa que debe ver el mundo por él mismo, y también que en un futuro volverá a vivir junto a él. Antes de irse Renton, le dio un misterioso artefaco llamado "Amita Drive", dejado a su recaudo por su Hijo Adrock años atrás, capaz de liberar el poder real del Nirvash. También tiene un pasado oculto relativo a Holland. Más tarde se sabe que Axel en persona creó la tabla skurve del Nirvash typeZERO.
- Diane Thorston: La hermana de Renton. Ella y su abuelo lo criaron después de la muerte de sus dos padres. Se marchó de casa años atrás, aparentemente para buscar a su padre, y nunca más se supo de ella. Su cara nunca aparece o aparece tachada en las fotos y flashbacks que se hacen sobre ella, y por alguna razón Talho y Holland parecen reaccionar al sentir su nombre. Después Holland termina explicando que años atrás Diane y él salían juntos y eran novios, pero por la sed y curiosidad de la investigación de los coralians, la relación se fue distanciando hasta terminar. Holland nunca dejó de quererla y Talho siente celos por eso, y al saber que Renton es hermano de Diane decide hacerle pasar malos ratos. Diane aparece casi al final del anime, al igual que el padre de Renton, Adrock.
- Charles Beams: Un piloto que trabaja por su cuenta. Fue contratado para una misión en pos de destruir Gekko State y recuperar a Eureka. Él y su mujer eran también parte del SOF, y de alguna forma están conectados con Dewey y Adrock.
- Ray Beams: La mujer de Charles y también piloto autónoma. Un accidente la dejó estéril en el pasado y por alguna razón culpa de ello a Eureka.

## Curiosidades

### General
- El «Verano del amor» hace referencia a dos importantes movimientos sociales: El primer verano del amor y El segundo verano del amor.
- El corte de pelo, el gorro y la imagen de Stoner se asemeja mucho a los de Che Guevara.
- Los nombres de los capítulos hacen referencia constante a títulos de canciones, la lista completa se encuentra en la sección lista de capítulos.
- En el episodio 20 Holland realiza un rescate de la prisión de "Dabu Ghraib", realmente parecida a Abu Grahib, un centro de torturas en Irak del Ejército de EE. UU.
- El concepto del Reffing está basado en el surf.
- Holland y Dewey aparecen muchas veces durante la serie leyendo el libro La Rama Dorada o The Golden Bough del antropólogo escocés James George Frazer.
- Del capítulo 16 hasta el 19 la acción se desarrolla en las minas FAC_51, en un pueblo o región llamada Hacienda. Es una referencia a Hacienda, un club nocturno que regía la Factory Records que también era conocido como FAC-51.
- En el capítulo 42, Norbu y Sakuya usan sus poderes para revertir la "Gran barrera" para abrirles el paso a Renton y compañía. Ellos llaman al fenómeno Pororoca, que resulta ser el nombre que varias tribus del Amazonas le dan al fenómeno que produce una inversión del flujo del río, provocando una entrada violenta de agua marina río arriba debido a las mareas, dando la casualidad de que también es un punto importante para surfistas.
- En el capítulo 44, Dominic va a la ciudad de Warsaw, más adelante le cuentan que la zona también es conocida como "Joy Division". Warsaw fue uno de los primeros nombre de la banda de rock Joy División.
- LFO and KLF Son los nombres de dos bandas que aparecieron a finales de los 80.
- Los LFO Terminus tienen el nombre de los conocidos sintetizadores del fabricante Roland corporation: TB-303, Roland TR-808 y Roland TR-909.
- Los KLF Mon-Soono modelos 10, 20 y VC Tienen los nombres de los sintetizadores del fabricante KORG. En concreto hace referencia a los modelos de sintetizadores MS-10, MS-20 y VC-10.
- La misteriosa casa en la que entra Renton en el capítulo 16 está basada en la Casa de la Cascada, una construcción realizada en 1937 por el arquitecto Frank Lloyd Wright.
- El modelo del Gekko-go, el SL 1200 MK-II, hace referencia al modelo de tocadiscos Technics_SL-1200.
- los AFX (O Afex) que usa Dewey para lanzar Orange contra los Coralians basan su nombre a Aphex Twin, otra banda inglesa de la misma firma que LFO.
- Los colores de los LFO Spearhead de Beans y Ray están basados en los VF-1 Valkirie usados por Max Jenius y su mujer Milia Fallyna Jenius en la serie de mechas The Super Dimension Fortress Macross.
- La revista Ray=Out del modo de surf en el aire, hace referencia a la revista de surf, RayGun, creada por el diseñador David Ray Carson.
- Según la información que se proporciona conforme avanza la serie, se deduce que los eventos se desarrollan en algún punto cercano a partir del año 12.000
- Los nombres de los niños Maurice, Maeter y Linck hacen referencia al dramaturgo y ensayista belga Maurice Maeterlinck.
- Ciudades del cielo es una ciudad sagrada que comprende a la tribu vodarek, esta ciudad está ubicada sobre lo que antes fue América Latina, según el mapa es Bogotá la capital de Colombia.

### Personajes
- Hap hace referencia a Hap Jacobs, un conocido creador de Tablas de surf.
- Anemone es el nombre de una chica psíquicamente inestable de la novela Coin Locker Babies de Ryu Murakami. En ella el personaje también tienen una mascota llamada Gulliver, pero en vez de un ornitorrinco se trata de un alligator.
- Adrock está basado en Adam Horovitz aka Adrock de los Beastie Boys.
- Los colaboradores de Adrock en el descubrimiento del Nirvash, el Dr. Yauch y el Dr. Diamond, son los nombres de Adam Yauch y Mike Diamond también miembros del grupo Beastie Boys.
- El apellido de la familia Thorston viene del cantante de la banda Sonic Youth Thurston Moore.
- El nombre de Holland es un homenaje al Surfista estadounidense Todd Holland.
- Eureka es una exclamación famosa del sabio griego Arquímedes.
- Jobs y Woz son los nicknames (pseudónimos) de Steve Jobs y Steve Wozniak, cofundadores de Apple Computer.
- Maurice, Maeter y Linck forman parte del nombre del poeta belga Maurice Maeterlinck.
- Maurice, Maeter y Linck guardan gran parecido con los personajes de la serie original de [Gundam] Katsu, Retsu y Kikka, que también son 3 niños huérfanos por la guerra, de la misma edad, rescatados y acogidos por Frau Bow, aunque este personaje no guarde especiales similitudes con Eureka.
- Gidget es el nombre de una protagonista de una serie de películas de finales de los 50 e inicios de los 60. Moondoggie es también el nombre de su novio en estas películas.
- El nombre real de Moondoggie es James Darren Emerson, haciendo referencia a James Darren, quien interpretaba al personaje Moondoggie en varias de las películas mencionadas antes, y Darren Emerson, un conocido DJ.
- Triptee basa su nombre en el pseudómino James Tiptree, Jr. de una escritora de ciencia ficción.
- El tío de Renton guarda un cierto parecido con el personaje de Cowboy Bebop jet Black, coincidiendo que parte del estudio trabajó también en ese proyecto.* Dr. Greg "Bear" Egan basa su nombre en los escritores de ciencia ficción Greg Bear y Greg Egan.
- Al comienzo del capítulo 45, aparecen por unos segundos dos personajes que en realidad son los protagonistas de los juegos para PS2, Sumner Sturgeon y Ruri.
- El aspecto de Matthieu está inspirado en Rob Machado un conocido surfista que también gusta de pinchar música.

## Doblaje de los Personajes
| Personaje       | Seiyuu/Voz         |
| --------------- | ------------------ |
| Renton Thorston | Yūko Sanpei        |
| Eureka          | Kaori Nazuka       |
| Holland Novak   | Keiji Fujiwara     |
| Talho           | Michiko Neya       |
| Dewey Novak     | Kōji Tsujitani     |
| Diane Thorston  | Sakiko Tamagawa    |
| Anemone         | Ami Koshimizu      |
| Dominic Soleil  | Shigenori Yamazaki |
| Hilda           | Mayumi Asano       |
| Matthieu        | Akio Nakamura      |
| Stoner          | Yasunori Matsumoto |
| Gidget          | Fumie Mizusawa     |
| Moondoggie      | Mamoru Miyano      |
| Mischa          | Yōko Sōmi          |
| Jobs            | Kazuyuki Shimura   |
| Woz             | Yūichi Nagashima   |
| Axel Thorston   | Takeshi Aono       |
| Charles Beams   | Juurouta Kosugi    |
| Ray Beams       | Aya Hisakawa       |
| Maurice         | Michiko Neya       |
| Maeter          | Eriko Kigawa       |
| Linck           | Fumie Mizusawa     |

## Música
- Openings (cabeceras):

1. "Days" — FLOW (episodios 1–13)
2. "Shōnen Heart" — HOME MADE Kazoku (episodios 14–26 )
3. "Taiyou no Mannaka he" — Bivattchee (episodios 27–39 )
4. "Sakura" — NIRGILIS (episodios 40–50 )

- Endings (créditos):

1. "Himitsu Kichi" — Kozue Takada (episodios 1–13)
2. "Fly Away" — Izawa Asami (episodios 14–26 )
3. "Tip Taps Tip" — HALCALI (episodios 27–39 )
4. "Canvas" — COOLON (episodios 40–50 )

- Otros temas escuchados durante la serie:
  - "Storywriter" — Supercar
  - "Tiger Track" — KAGAMI
  - "Acid Track Prototype" — RYUKYUDISKO
  - "Get It By Your Hands" — Hiroshi Watanabe a.k.a Quadra
  - "Trance Ruined" — NEW DEAL
- Banda sonora original:
- "Eureka Seven Original Soundtrack" — Naoki Satō
- "Niji"- Eureka Seven.

## Lista de episodios
La mayoría de los títulos de los episodios hacen referencia a alguna canción.

## Licencias
Aparentemente, Beez Entertainment se encargará de la distribución en el Reino Unido y el resto de Europa, y el lanzamiento de los DVD debería ser en verano de 2006. En Estados Unidos, la licencia corre a cargo de Bandai Entertainment, y los DVD se lanzarán el 25 de abril de 2006.
En España:
El anime se comenzará a comercializar en octubre de este año 2007 por medio de la compañía So Good Entertainment, aunque fuentes de la compañía aseguran que se lanzara coincidiendo con el Salón del Manga de Barcelona, entre el 1 y 4 de noviembre de 2007. < Actualizado a julio de 2010. La página web de So Good Entertainment (compañía que adquirió la licencia de la serie para este país) ha sido eliminada, lo que indica la posible quiebra de la empresa con sus nefastas consecuencias para los fanes que estaban esperando la publicación del anime en España.
El manga. Desde comienzos de septiembre de 2008 está disponible en España el último tomo de los 6 que componen el manga de esta serie a través de la editorial Glénat.

### Reseña histórica de emisión
Manichi Broadcasting Systems y Tokyo Broadcasting Systems se encargaron de traer al aire la serie para Japón, después fue emitida para toda Asia por la cadena de televisión Animax en sus señales con doblaje en inglés.
En Estados Unidos, fue estrenada por el canal de animación Cartoon Network a través del bloque Adult Swim, no sin antes ser exhibida mediante el servicio en línea Adult Swim Fix, en el cual los episodios estuvieron disponibles un día antes de emitirse en el bloque en sí; el estreno en el país fue el 15 de abril del 2006 y finalizó el 28 de abril del año siguiente. A partir del episodio 26, Adult swim empezó a poner una advertencia dirigida a la audiencia acerca de extrema violencia antes de iniciar el episodio. Esto, desde luego, es una tradición del bloque al que avisar de esta manera que los episodios serían emitidos íntegros porque ellos "son vaqueros americanos".
En Canadá, fue estrenada en el bloque Bionix de YTV el 8 de septiembre del 2006 a las 9:30 de la noche; sin embargo, desde el 9 de marzo del siguiente año, fue movida a las once de la noche y, desde el 23 de marzo, en lugar del episodio 27, inició el reinicio a partir del primer episodio, dejando la emisión de los demás a partir del 1 de junio.
En España se estrenó en el canal autonómico Catalán 3Xl el 8 de abril de 2011, íntegra en versión original japonesa con subtítulos en catalán, un capítulo cada día y así hasta el final de la serie, la decisión de emitirlos sin estar doblados al catalán fue que se le acababan los derechos de la serie y aún no había sido doblada. La decisión fue bien recibida y posiblemente lo hagan con alguna otra serie.

## Otros medios

### Película de Eureka Seven
La película Kōkyō Shihen Eureka Seven: Pocket ga Niji de Ippai (交響詩篇エウレカセブン ポケットが虹でいっぱい, Eureka Siete: Bolsillo lleno de arcoiris) fue anunciada en la revista Newtype en su número de mayo de 2008. La fecha de estreno fue el 25 de abril de 2009.
La película trata una historia alternativa con Renton, hijo de científicos, y Eureka, una chica que no puede vivir bajo el sol, que se han criado juntos y siente mucho aprecio el uno por el otro. Un día, Eureka es secuestrada. Renton se propone rescatarla y entra en la milicia. Pronto se le asigna a la Unidad Independiente joven 303 de la Primera Fuerza Móvil, gracias a su excepcional rendimiento con su Nirvash, una armadura biomecánica. Con esta unidad luchará contra los Image, un seres que han invadido la tierra y que están relacionados con Eureka.

### Videojuegos
Eureka Seven TR1: New Wave: es un juego para PlayStation 2. Fue lanzado en Japón el 27 de octubre de 2005 y en Estados Unidos el 24 de octubre de 2006. Situado antes del inicio de la serie, lo protagonizan otros personajes. El tema central es obra de FLOW y se llama «Realize».
Eureka Seven vol. 2: The New Vision: también para PlayStation 2, fue publicado en mayo de 2006 en Japón, y el 17 de abril del 2007 en EE. UU.. Este juego es una continuación del anterior y se sitúa 2 años después de la historia de TR1: New Wave.

## Secuela
El 12 de abril de 2012 dio comienzo la emisión de Eureka Seven: AO, anime basado en el manga homónimo. Esta serie está dirigida por Kyoda Tomoki y cuenta con la música de Nakamura Koji.